# De boodschapper
De boodschapper ('t kan verkeren) is een schilderij van Johannes Verkolje uit 1674. Dit genrestuk, dat gezien wordt als het meesterwerk van de kunstenaar, maakt sinds 1948 deel uit van de collectie van het Mauritshuis in Den Haag. 

## Voorstelling
Op De boodschapper speelt een goed gekleed jong koppel een spelletje triktrak. De vrouw staat op het punt om de dobbelstenen te gooien. Een boodschapper, net als de vrouw op de rug gezien, onderbreekt het spel echter en overhandigt de man een brief. Het zorgelijke gezicht van deze officier doet vermoeden dat hij geen goed nieuws zal ontvangen. Wellicht moet hij ten strijde trekken. Dit was in 1674 zeker geen vreemde veronderstelling; het Rampjaar 1672 lag nog vers in het geheugen. Op de tafel met Perzisch tapijt schilderde Verkolje een klein stilleven met fruit en zilverwerk. Daaronder komt een hond nieuwsgierig kijken wat er aan de hand is.
Hoewel Johannes Verkolje voor een laatste opleving van de schilderkunst in Delft zorgde, is zijn stijl meer verwant met de Leidse fijnschilders. Het glimmende satijn van de jurk is prachtig weergegeven en trekt direct de aandacht van de toeschouwer. Ook de kleding en het blaasinstrument van de boodschapper zijn met veel oog voor detail geschilderd. Het idee voor dit werk deed de schilder waarschijnlijk op bij Gerard ter Borch, die zo'n twintig jaar eerder hetzelfde thema uitwerkte. Anders dan Ter Borch situeerde Verkolje zijn schilderij in een statig interieur. 
Het spel triktrak, tegenwoordig ook bekend als backgammon, is een belangrijke aanwijzing voor de betekenis van het schilderij. In de zeventiende eeuw stond het spel ook bekend als het verkeerspel. Het werkwoord verkeren betekent hier veranderen. De ondertitel van het schilderij, 't kan verkeren, een bekende spreuk van Bredero, verwijst hier ook naar. Het leven van de officier zal immers drastisch veranderen als hij daadwerkelijk een oorlog in gaat. 
Hoewel het schilderij op de achtergrond slecht zichtbaar is, draagt het verder bij aan de interpretatie van De boodschapper. Het is een afbeelding van de dood van Adonis. Deze geliefde van Aphrodite kwam tijdens een jachtpartij op een wild zwijn om het leven. Dit zou kunnen wijzen op het tragische einde dat de man in een oorlog te wachten kan staan.

## Herkomst
- tot 1877: in bezit van Anna Louisa Agatha van Loon-van Winter, Amsterdam.
- In bezit van Alfred de Rothschild, Londen.
- In bezit van Victor de Rothschild, Londen.
- 19 april 1937: op een veiling gekocht door Fritz Mannheimer, Amsterdam.
- 1941: opgekocht door de Dienststelle Mühlmann, Den Haag in opdracht van Arthur Seyss-Inquart.
- 1946: overgebracht naar Stichting Nederlands Kunstbezit, Den Haag.
- 1948: in bruikleen gegeven aan het Mauritshuis.
- 1949: overgedragen aan Dienst voor 's Rijks Verspreide Kunstvoorwerpen, Den Haag.
- 1960: in eigendom overgedragen aan het Mauritshuis.

## Afbeeldingen

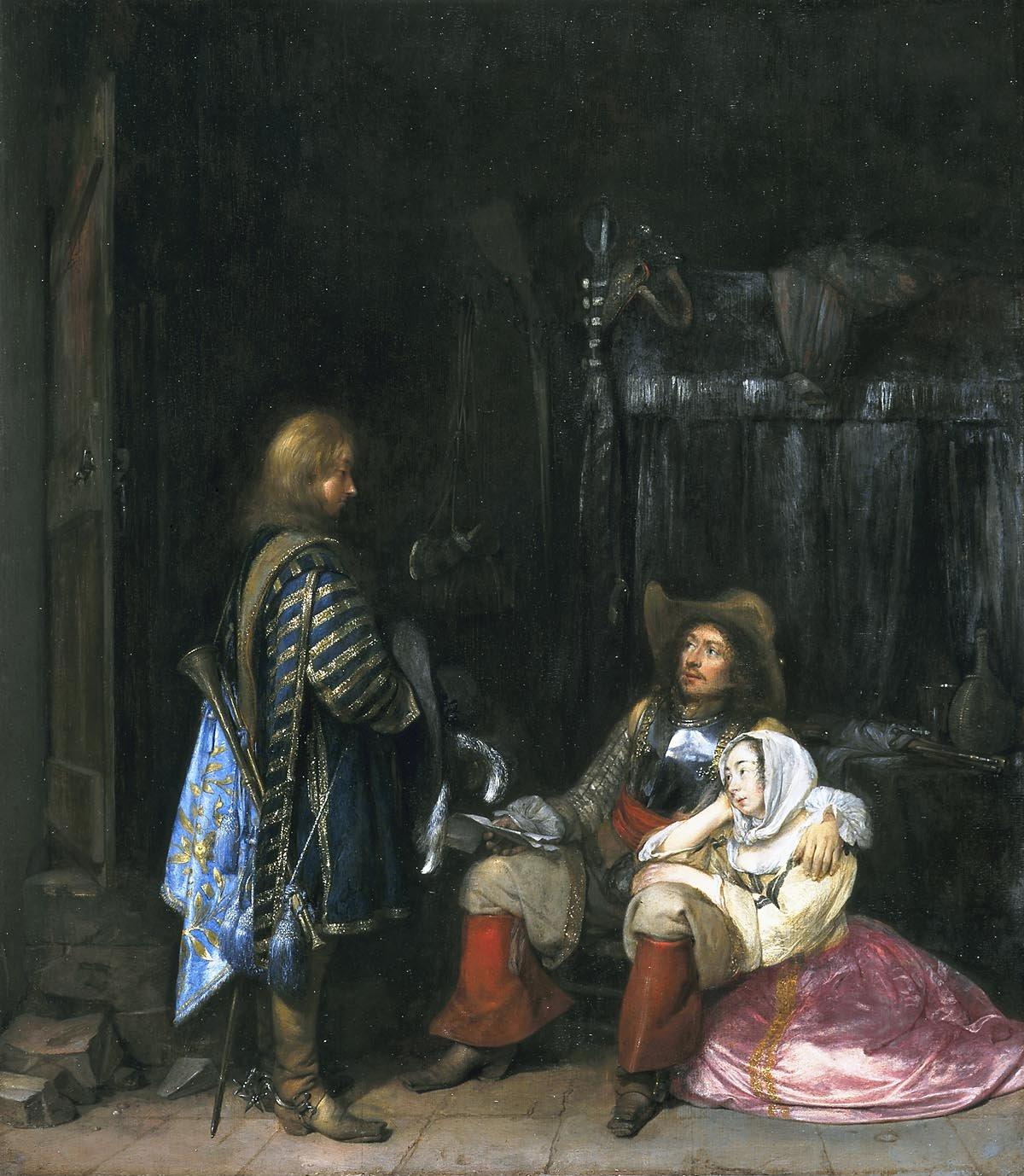
De boodschapper, (de onwelkome boodschap) - Gerard ter Borch